# Камени мост (Регенсбург)
Камени мост (Steinerne Brücke) у Регенсбургу у Немачкој, мост је из 12. века преко Дунава који повезује Стари град са острвом Штатамхофом. Више од 800 година, све до 1930-их, то је био једини градски мост преко реке. То је мајсторско дело средњовековне градње и амблем града.

## Локација
Јужни крај моста можда је био локација древне градске капије. Насупрот њега су саграђене продавница соли Амберг из раног 16. века и продавница соли Регенсбург из 17. века. Ресторан "Регенсбург кухиња кобасица" источно од продавнице соли изграђен је уз градски зид у 14. веку; ранија зграда на истом месту вероватно је служила као кантина за раднике који су градили мост. Даље према истоку налази се Музеј Дунавског бродарства Регенсбург.
Мост је у историји узроковао проблеме саобраћају Дунавом,  што је приметио Наполеон 1809. године. То је због снажних струја које су захтевале вучну силу за узводну пловидбу испод њега све до 1916. године, када је постављен електрични систем за повлачење бродова испод моста. Ово је уклоњено 1964. године. Будући да савремени теретни саобраћај захтева веће висине од лукова моста, овај део реке сада се користи само за рекреативно и излетничко бродарство. Већа пловила заобилазе га на северу преко канала Регензбург Реген-Дунав, који је изграђен на плавној равници званој Проценвајхер и која се користила за сточну пијацу и јавне забаве    и која чини део европског водног пута између Ротердама на ушћу Рајне и Констанце на Црном мору. (Рушење моста ради уклањања ове препреке предложено је још 1904)

## Историја
Карло Велики је користио дрвени мост изграђен у Регенсбургу, око 100 м источно од садашњег моста, али није био адекватан за саобраћај и био је подложан поплавама, па је одлучено да се он замени каменим мостом.
Камени мост је саграђен за само једанаест година, вероватно 1135 - 1146. Луј VII и његова војска искористили су га за прелазак Дунава на путу за Други крсташки рат. Служио је као модел другим каменим мостовима саграђеним у Европи у 12. и 13. веку: мост на Лаби (сада Августов мост) у Дрездену, Лондонски мост преко Темзе, мост у Авињону преко Роне и Јудит-мост (претходник Карловог моста) преко Влтаве у Прагу. Био је једини мост преко Дунава код Регенсбурга око 800 година, до изградње моста Нибелунген. Вековима је био једини мост преко реке између Улма и Беча, што је Регенсбург чинило главним средиштем трговине и владе.
Мост је првобитно имао сопствену управу, користећи печат који га приказује, чији је најстарији пример из 1307; за његово одржавање коришћене су путарине.

### Изградња и модификације
Камени мост је лучни мост са 16 лукова. На јужном крају су први лук и први стуб уграђени у продавницу соли Регенсбург, када је саграђена 1616 - 1620. Археолошка испитивања обављена 2009. године открила су штету од пожара током средњег века. Мост је првобитно био дугачак 336 м; изградња на првом стубу смањила га је на 308,7 м. Крај моста на јужном крају, у Старом граду, је пола метра нижи од северног краја на Штатамхофу, и мост се благо савија због тока реке на том месту.
Изградњу моста олакшало је необично вруће, сушно лето 1135. године, које је узроковало веома низак водостај Дунава. Неки од стубова моста налазе се на два острва у Дунаву у оквиру града, Горњем и Доњем Верду. Остатак је на темељима храстових трупаца на дну, који су изграђени унутар загата од храстове оплате. Ради заштите од подривања реке, окружени су вештачким острвима или упориштима у облику стуба; она су проширена 1687. године. Потпорни стубови моста представљају значајну препреку протоку воде, са само четири метра између њих, што ствара снажне вртложне струје испод моста и низводно, које се називају "Регенсбург Дунавски вирови". Пет их је смањено 1848. године у склопу изградње Лудвиговог канала, а сви су смањени и ојачани бетоном и каменом током радова на обнови 1951 - 1962. Конструкција помоћу упорњака је модификација технике коју су Римљани користили за мост преко Мосела код Трира, где стубови почивају директно на дну реке.
На јужном крају моста биле су изграђене воденице које су користиле струје које је мост стварао; приходи су доприносили одржавању моста. Баварци су их запалили 1633. године током тридесетогодишњег рата; неке су обновљене 1655. године, али 1784. године ледена брана на реци их је уништила. Једна је обновљена у подножју продавнице соли на још неколико година. 
У Тридесетогодишњем рату, током шведског напада на град 1633. године, уништен је четврти распон моста (трећи сада видљив). Јаз је попунио дрвени мостић који је поправљен тек 1790/91. године након што је постало очигледно да недостајући део слаби мост.
Мост је првобитно имао три куле од којих је сачувана само јужна кула, капија ка Старом граду. Првобитна јужна кула изграђена је око 1300. године; поред ње је стајала капела Свете Маргарете. Средином 16. века ово је претворено у затвор дужника, а кула је постала позната под називом Кула дуга (Schuldturm). Средња кула је саграђена око 1200. године. И јужна и средња кула уништене су у пожару у Тридесетогодишњем рату, када је град био под окупацијом Швеђана. Обновљене су 1648. године, сат је тада додат јужној кули али средња кула је срушена 1784. након што ју је готово уништила ледена брана. Северна кула (Црна кула) вероватно је саграђена у другој половини 12. века. Била је снажно утврђена између 1383. и 1429. године, укључујући покретни мост. Та кула је оштећена 1809. године током Рата пете коалиције, када су Французи и Баварци град преузели од Аустријанаца, и срушена следеће године. 1824/25. године, место где је стајао је проширено тако да ту буде базар. 
Капела је уклоњена и замењена наплатном кућом 1829. године. Почетком 20. века, када је изграђена трамвајска пруга, уклоњене су све зграде између преосталог торња и продавнице соли Амберг, ширећи улицу која се приближава мосту, а уз торањ је саграђен широк лук. Касно у Другом светском рату, 23. априла 1945, немачке трупе уништиле су динамитом други стуб моста непосредно испред те тачке, и једанаести, како би успориле напредовање америчких трупа. Американци су следеће зиме поставили привремене оплате, али оштећења нису у потпуности санирана до 1967.
Мост је првобитно имао дебеле камене ограде, уз врло уске пешачке пролазе поред њих. Балустраде су замењене 1732. тањим плочама пешчара, ширећи саобраћајницу. Они су 1877. замењени гранитом из Флосенбирга, а дрвена рампа која је мост повезивала са Горњим Вердом од 1499. године истовремено је замењена гвозденом. Коначно, 1950. године мост је добио бетонске ограде.
Северни крај моста раније је био граница између војводства Баварске и Слободног царског града Регенсбурга. На највишој тачки моста налази се камена статуа звана Bruckmandl или Brückenmännchen -  скоро голи младић који једном руком штити очи и са натписом који гласи „Schuck wie heiß" (вероватно се односи на вруће лето када је мост почео да се гради). За њега се каже да симболизује градске слободе и његову слободу од власти бискупа. Такође је речено да представља градитеља моста уз још једну фигуру на катедрали која представља градитеља катедрале. Првобитно је био на крову млина, а сада је на самом мосту, на крову минијатурне куће за наплату. Тренутна верзија је трећа. Оригинал је замењен 1579; тренутна статуа је подигнута 23. априла 1854. Статуа из 1579. године, која је у борбама 1809. изгубила ноге и руке, налази се у Историјском музеју у Регенсбургу. На мосту је некада било распеће; уклоњено је 1694. године.
Мост такође има и низ других скулптура: статуе цара Фридриха II, Филипа Швапског и његове супруге краљице Ирине и рељефе који укључују разна оружја, главе које могу бити оне првобитног градитеља и обновитеља касније у средњем веку, гуштера, базилиска, ласицу, лава, два петла који се боре и пса. На средњем торњу су такође биле Апотропејонска маска и римска скулптура крилатог лава. Петао и пас повезани су са легендом о изградњи моста; алтернативно, Bruckmandl, базилиск, пас, три главе и сада изгубљени "мали камен у великом камену" који се налазио у поду чуварске колибе поред средње куле су тумачени као Хришћанска симболика која указује на то да је мост дело школе свештеничких архитеката.

### Тренутна употреба и обнова
Мост и катедрала су два главна амблема града. Међутим, мост је у последњим деценијама озбиљно оштећен густим саобраћајем и штетама од воде и соли због лошег одводњавања и недостатка материјала зида. Мост је преко деценије био затворен за приватна возила, а почетком 2005. године био је надгледан 24 сата дневно из Нирнберга због знакова предстојећег урушавања. Увече 1. августа 2008. године такође је затворен за аутобусе и такси возила и постао пешачки и бициклистички мост.
Мост се обнавља од 2010. године; завршетак је првобитно очекиван у 2014, али се очекује најраније у 2017. години.   Привремени мостови се користе како би се омогућило преко 120.000 годишњих корисника моста да заобиђу део који се поново гради. Држава Баварска обавила је темељну претрагу у трајању од две године да нађе одговарајући камен који ће се користити у рестаурацији, сличне боје и структуре оригиналном материјалу моста и довољно чврст и отпоран на временске неприлике. Задовољавајућа врста пешчара на крају је пронађена у напуштеном каменолому близу Ирлерштајна. Мост ће након обнове остати затворен за моторна возила.

## Легенда
Постоји легенда да су градитељ моста и градитељ катедрале (који су били приправници и мајстори) имали опкладу ко ће први завршити. Када је зграда катедрале напредовала брже од моста, градитељ моста је склопио пакт са Ђаволом: Ђаво ће му помоћи у замену за прве три душе које пређу мост. Ђаво је помогао како је затражено и мост је завршен први. Али градитељ моста је прво преко моста послао певца, кокошку и пса. Каже се да статуа човека који пада на катедрали представља мајстора који се бацио као одговор на опкладу. Огорчен, Ђаво је покушао да уништи мост, али није успео, али је зато мост савијен. У ствари, мост је већ био завршен када је започела градња на катедрали 1273. године.